# كفر يوسف حنس
قرية كفر يوسف حنس هي إحدى القرى التابعة لمركز قلين في محافظة كفر الشيخ في جمهورية مصر العربية. حسب إحصاءات سنة 2006، بلغ إجمالي السكان في كفر يوسف حنس 1559 نسمة، منهم 780 رجل و779 امرأة.